# Francisco Ortiz Martín
Francisco Ortiz Martín   (Alacant, 27 de maig de 1899 - 1 de maig de 1951) va ser un saltador valencià que va competir durant la dècada de 1920. Fou un dels pioners en els salts de palanca i de trampolí al País Valencià. En el seu palmarès destaquen el Campionat d'Espanya de trampolí (1922) i de salts de palanca (1923-1925, 1927, 1929). El 1924 va prendre part en els Jocs Olímpics de París, on va disputar la prova de palanca alta del programa de salts, en la què quedà eliminat en sèries.